# Nigeriaans honkbalteam

Vlag van Nigeria.

Het Nigeriaans honkbalteam is het nationale honkbalteam van Nigeria. Het team vertegenwoordigt Nigeria tijdens internationale wedstrijden. Het Nigeriaans honkbalteam hoort bij de Afrikaanse Honkbal & Softbal Associatie (AHSA).
Het Nigeriaans honkbalteam moet niet verward worden met het Nigerees honkbalteam, het nationale honkbalteam van Niger.

## Kampioenschappen

### Afrikaanse Spelen
Nigeria heeft tweemaal deelgenomen aan de Afrikaanse Spelen. In 1999 won het de zilveren medaille door van iedereen te winnen behalve Zuid-Afrika. In 2003 gebeurde hetzelfde.
| Editie    | 1999   | 2003   |
| Prestatie | Zilver | Zilver |